# DVD-R

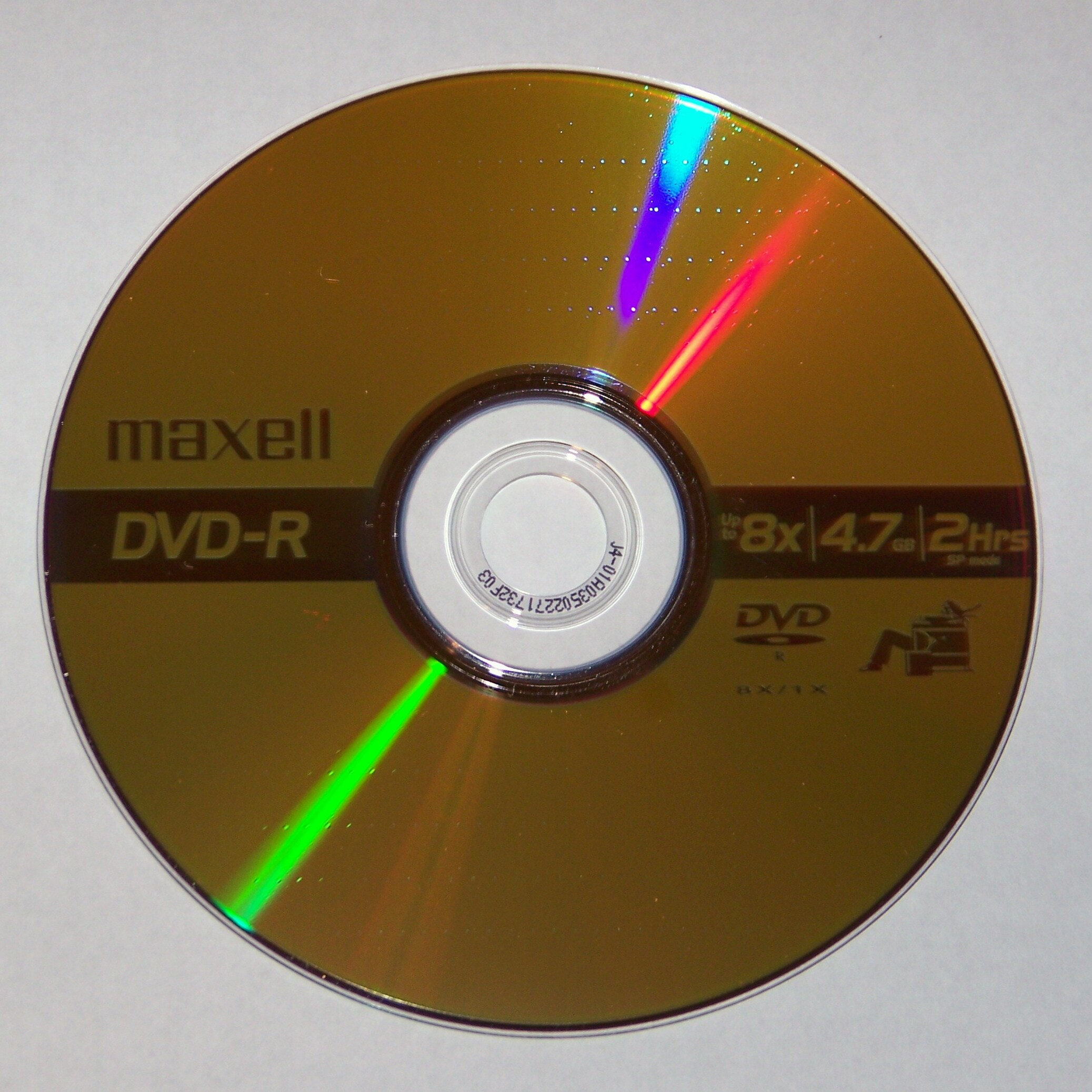
Диск DVD-R

DVD-R (англ. Digital Versatile Disc Recordable) — формат DVD дисків одноразового запису. Технологія запису аналогічна використовуваній в CD-R і базується на незворотній зміні під впливом лазера спектральних характеристик інформаційного шару, покритого спеціальним органічним складом. Однобічні диски DVD-R вміщають 4,71 ГБ (або 4.382 GB), а також оригінальні створені Pioneer 3,95 ГБ (або 3.68 GB) на сторону. Pioneer також створив двохшарову версію на 8.54 ГБ, яка була виведена на ринок в 2005. 
Для захисту від нелегального копіювання розроблені три специфікації: DVD-R(А) і DVD-R(G). Дві версії однієї специфікації використають різну довжину хвилі лазера при запису інформації.
Дані на диску DVD-R не можуть бути змінені. Для багаторазового запису використовують DVD-RW (англ. DVD-rewritable), які можуть бути перезаписані багато (1000+) раз. DVD-R(W) є одним з трьох використовуваних індустрією форматів DVD запису; іншими двома є DVD+R(W) та DVD-RAM.

## Історія
Формат DVD-R було створено компанією Pioneer восени 1997 року. Цей формат підтримується практично всіма DVD програвачами та схвалений DVD Forum-ом.
У 2024 році, через зниження попиту, Sony ліквідувало виробництво DVD-R дисків.